# António Martins de Oliveira
António Martins de Oliveira (Sobrado, 12 de agosto de 1835 - 23 de junho de 1889) foi o 1º Visconde de Oliveira do Paço e um dos maiores beneméritos do Concelho de Valongo.

## Biografia
António Martins de Oliveira nasceu na Casa de Paço a 12 de agosto de 1835. Partilhou o mesmo nome de seu pai e sua mãe chamava-se Ana Antónia. Ambos residiam no lugar de Paço.
“Foi abastado proprietário e residiu durante muitos anos no Brasil. Prestou relevantes actos de beneficência aos portugueses desvalidos residentes no Rio de Janeiro e concedeu valiosas dádivas ao asilo de D. Maria Pia, do Porto.”
Contraiu matrimónio no Rio de Janeiro com Joaquina da Costa Ferreira, sua prima, de quem teve duas filhas.
No ano de 1864 terá procedido à reconstrução ou restauro da casa de seus pais e onde havia nascido, designada de Quinta do Visconde.
Na sua terra natal patrocinou a construção do cemitério público, os seus alargamentos posteriores, bem como a ampliação do edifício escolar.
O Rei D. Luís I, em decreto datado de 15 de maio de 1879, confirmado por carta de 23 de maio do mesmo ano, concede-lhe o título de Visconde de Oliveira do Paço em reconhecimento dos seus valorosos atos de altruísmo e filantropia, realizados no Brasil e em Portugal.

Faleceu, já viúvo, com 54 anos, no dia 23 de junho de 1889, ás 8 horas da manhã na sua casa de paço, casa essa em que apenas residia alguns meses do ano.25 Foi sepultado temporariamente em Valongo, sendo o seu corpo transladado posteriormente para o cemitério de Sobrado onde foi sepultado num imponente jazigo-capela com o seu brasão nobiliárquico.